# Kim Yong-nam
Kim Yong-nam (en chosŏn'gŭl, 김영남; en hancha, 金永南; 4 de febrero de 1928) es un político y embajador norcoreano que fue el jefe de Estado de Corea del Norte desde el 3 de marzo de 1992 hasta el 11 de abril de 2019, con el cargo de Presidente de la Asamblea Suprema del Pueblo. Previamente fue Ministro de Exteriores desde 1983 a 1998. En función de su cargo representó a Corea del Norte en viajes internacionales y así ha realizado visitas institucionales a diversos países como Mongolia, Argelia, Egipto y Singapur, además de realizar una gira por África en marzo de 2008.

## Vida y carrera
Nació en Pionyang el 4 de febrero de 1928. Después de graduarse en la universidad, trabajó como profesor en la Escuela Central del Partido del Trabajo de Corea, fue subdirector de departamento en el Comité Central del PTC, Viceministro de Asuntos Exteriores, y el primer subjefe del departamento, director de departamento y secretario del Comité central del PTC, vicepremier del Consejo de Administración y al mismo tiempo Ministro de Asuntos Exteriores.
En 1998 fue condecorado como Héroe del Trabajo de la República Popular Democrática de Corea por «contribuir en gran medida al fortalecimiento y desarrollo del Partido y al aumento de la autoridad internacional del país».
Kim también asistió a la ceremonia de apertura de los Juegos Olímpicos de Pekín el 8 de agosto de 2008, así como los Juegos Olímpicos de Invierno de 2014 en Sochi (Rusia).
Kim representó a Corea del Norte en el desfile del 9 de mayo de 2015 en Moscú, en conmemoración del 70.º aniversario de la derrota de la Alemania nazi en la Segunda Guerra Mundial.
También visitó Guinea Ecuatorial el 19 de mayo de 2016 para participar en la ceremonia de toma de posesión del presidente Teodoro Obiang Nguema.
Como enviado de la República Popular Democrática de Corea, asistió a la investidura de Andrés Manuel López Obrador como Presidente de los Estados Unidos Mexicanos el 1 de diciembre de 2018.